# Jochen Wegner

Jochen Wegner (2016)

Jochen Wegner (* 9. Dezember 1969 in Karlsruhe) ist Journalist und gemeinsam mit Giovanni di Lorenzo Chefredakteur der Wochenzeitung Die Zeit.

## Leben
Nach dem Abitur 1989 am Melanchthon-Gymnasium Bretten besuchte Wegner 1990 bis 1992 die Kölner Journalistenschule. Er studierte ab 1992 an der Universität Bonn Philosophie und Physik und diplomierte 1998 an der Klinik für Epileptologie des Universitätsklinikums Bonn über die Chaostheorie des menschlichen Gehirns. Ab 1998 arbeitete Wegner als freier Journalist u. a. für Geo, Der Spiegel, WDR, Deutschlandfunk, Frankfurter Allgemeine Zeitung und Die Tageszeitung. Er ist der Erfinder und 1994 einer der Gründer des Journalistennetzes Jonet.org.
Ende 1998 begann Wegner als Redakteur „Forschung und Technik“ beim Nachrichtenmagazin Focus, Anfang 2003 wurde er dort stellvertretender Ressortleiter. Im Januar 2006 wechselte er als Chefredakteur zu Focus Online und wurde gleichzeitig Mitglied der Geschäftsleitung der Tomorrow Focus AG, zu deren Geschäftsführung er ab April 2009 gehörte.
Wegner gilt in Deutschland als langjährig profilierter Internetjournalist, dessen Ausstieg im November 2010 bei Focus als Zeichen des Niedergangs des digitalen Engagements bei Hubert Burda Media gedeutet wurde.
Bis Ende 2011 war Wegner als Geschäftsführer der mag10 Publishing GmbH gemeinsam mit Marco Börries in Berlin aktiv. Ziel des Startups war der Aufbau einer Plattform für Kreation, Vertrieb und Vermarktung von Tablet-Medien. Das Projekt wurde Ende 2011 auf Eis gelegt. Als freier Unternehmensberater entwickelte Wegner 2012 digitale Strategien für Verlage und Unternehmen in Berlin.
Ab 15. März 2013 war Wegner Chefredakteur von Zeit Online. Ab dem 1. Januar 2019 war er zusätzlich Mitglied der Zeit-Chefredaktion. Am 1. Juli 2025 wurde er neben Giovanni di Lorenzo Chefredakteur der gemeinsamen Marke Die Zeit.
Er hat 2018 die internationale Plattform My Country Talks mitinitiiert, die weltweit zur Vermittlung persönlicher politischer Zwiegespräche eingesetzt wird. Mehr als 100.000 Menschen haben sich dort bereits registriert, mehr als ein Dutzend nationale und internationale Events in mehr als 30 Ländern haben mittlerweile stattgefunden. My Country Talks ist aus dem Zeit Online-Projekt Deutschland spricht entstanden, bei dem sich 2017 erstmals 12.000 Menschen registriert hatten, um sich mit jemandem zu treffen, der politisch völlig gegenteilige Meinungen vertritt. 2018 fand Deutschland spricht zum zweiten Mal statt, dieses Mal mit elf deutschen Medienpartnern und 28.000 registrierten Teilnehmern. Der Bundespräsident übernahm die Schirmherrschaft. Das Projekt erhielt einen Grimme Online Award. Im Mai 2019 fand vor der Europawahl Europe talks statt, an dem 17.000 Menschen in ganz Europa teilnahmen und das von Zeit Online gemeinsam mit 17 europäischen Medienpartnern wie der Financial Times oder Helsingin Sanomat initiiert wurde.
Im Juni 2019 hielt Jochen Wegner beim TED Summit in Edinburgh einen TED-Talk zu Europe talks, der mehr als eine Million Abrufe erzielte. Jochen Wegner ist, gemeinsam mit Christoph Amend, Gastgeber des „potentiell unendlichen“ Podcasts Alles gesagt?. Das Gespräch mit einem prominenten Gast dauert so lange, bis dieser selbst es beendet. Den bisherigen Längen-Rekord hält der Astronaut Matthias Maurer mit 9 Stunden und 46 Minuten. Alles gesagt? gehört zu den populärsten deutschen Podcasts und war mehrfach auf Platz 1 der iTunes-Charts.
Im Podcast NBE – Die Nilz Bokelberg Erfahrung berichtete Wegner, dass er im Alter von 17 Jahren unter dem Pseudonym „Mr. Pokeface“ als Cracker aktiv war. Diese Aktivitäten führten zu einer Hausdurchsuchung durch die Kriminalpolizei.

## Preise
Jochen Wegner wurde vom Medium Magazin 2017 mit dem ersten Platz des Preises Journalist des Jahres in der Rubrik „Chefredakteur des Jahres“ ausgezeichnet. 2018 erhielt er gemeinsam mit einem Team von Zeit Online einen Grimme Online Award für das Projekt Deutschland spricht. Beim LeadAward 2018 wurde Wegner als „Digital Leader des Jahres“ ausgezeichnet. Wegner erhielt den „Scoop Award 2018“ der Innovationskonferenz für Onlinemedien scoopcamp. 2020 war er für Deutschland spricht für den Nannen Preis nominiert.

## Veröffentlichungen
- Recherche online. Ein Handbuch für Journalisten. Institut für Medienentwicklung und Kommunikation in der Verlagsgruppe der FAZ, Frankfurt am Main 1998, ISBN 3-927282-71-5.
- Warum immer ich? Schicksal. Eine Betriebsanleitung. Argon Verlag GmbH, Berlin 2004, ISBN 3-87024-604-9.